# Federica De Cola
 (juin 2025).
Si vous disposez d'ouvrages ou d'articles de référence ou si vous connaissez des sites web de qualité traitant du thème abordé ici, merci de compléter l'article en donnant les références utiles à sa vérifiabilité et en les liant à la section « Notes et références ».
Federica De Cola, née le 10 mai 1984 à Messine dans la région de la Sicile en Italie, est une actrice italienne.

## Biographie
Federica De Cola naît à Messine en 1984. Elle étudie les arts et la musique à l'université de Palerme et commence à jouer au théâtre. Elle tient notamment le rôle de Juliette Capulet dans la pièce Roméo et Juliette mise en scène par Nicolaj Karpov en 2003.
Elle débute comme actrice au cinéma en 2006 dans le drame Golden Door (Nuovomondo) d'Emanuele Crialese qui narre l'émigration d'une famille sicilienne vers la ville de New York au début du XXe siècle. A la télévision, elle obtient son premier rôle en jouant le temps d'un épisode dans la série policière Commissaire Montalbano (Il commissario Montalbano).
En 2007, elle incarne Ninetta Bagarella, la femme du chef de la mafia sicilienne Toto Riina dans la série télévisée L'ultimo dei Corleonesi d'Alberto Negrin et joue dans le téléfilm La vita rubata de Graziano Diana (it) qui narre le meurtre de Graziella Campagna par la mafia italienne et ses conséquences. L'année suivante, elle joue un rôle secondaire dans la série télévisée Rebecca, la prima moglie de Riccardo Milani qui est librement inspiré par le roman Rebecca de la romancière britannique Daphne du Maurier.
En 2009, elle incarne la princesse Charlotte de Belgique dans le téléfilm historique Sissi : Naissance d'une Impératrice (Sisi) de Xaver Schwarzenberger. Elle apparaît également dans les téléfilms biographiques Puccini de Giorgio Capitani consacré au célèbre compositeur italien et Pane e libertà d'Alberto Negrin qui narre la carrière du syndicaliste italien Giuseppe Di Vittorio.
En 2011, elle incarne l'une des trois sœurs Fontana, les fondatrices de la maison de couture Sorelle Fontana, dans la mini-série Atelier Fontana - Le sorelle della moda de Riccardo Milani, aux côtés d'Alessandra Mastronardi et d'Anna Valle. Elle retrouve ensuite Graziano Diana dans un nouveau téléfilm biographique, Edda Ciano e il comunista, consacré à Edda Ciano, la fille aînée de Benito Mussolini.
En 2013, elle incarne l'actrice italienne Giulia Lazzarini dans un nouveau téléfilm biographique, Volare - La grande storia di Domenico Modugno, à nouveau réalisé par Riccardo Milani et consacré au chanteur italien Domenico Modugno.
En 2014, elle revient au cinéma ou elle joue dans deux films biographiques, Leopardi : Il giovane favoloso de Mario Martone consacré à la vie du poète italien Giacomo Leopardi et Scusate se esisto! de Riccardo Milani consacré à l'architecte italien Guendalina Salimei (it). Elle apparaît ensuite en 2015 dans les uniques saisons des séries È arrivata la felicità et Grand Hotel.
En 2016, elle joue dans le téléfilm biographique Luisa Spagnoli de Lodovico Gasparini (it) consacré à l'entrepreneuse italienne Luisa Spagnoli.
Elle effectue un retour au cinéma en 2017 en jouant le rôle d'une assistance sociale dans le road-movie Le Père d'Italia de Fabio Mollo.

## Filmographie

### Au cinéma
- 2006 : Golden Door (Nuovomondo) d'Emanuele Crialese
- 2014 : Leopardi : Il giovane favoloso de Mario Martone
- 2014 : Scusate se esisto! de Riccardo Milani
- 2014 : Ragazze a mano armata de Fabio Segatori
- 2017 : Le Père d'Italia (Il padre d'Italia) de Fabio Mollo

### À la télévision

#### Téléfilms
- 2007 : La vita rubata de Graziano Diana (it)
- 2007 : L'ultimo dei Corleonesi d'Alberto Negrin
- 2008 : Rebecca, la prima moglie de Riccardo Milani
- 2009 : Sissi : Naissance d'une Impératrice (Sisi) de Xaver Schwarzenberger
- 2009 : Puccini de Giorgio Capitani
- 2009 : Pane e libertà d'Alberto Negrin
- 2011 : Edda Ciano e il comunista de Graziano Diana (it)
- 2011 : Violetta d'Antonio Frazzi
- 2013 : Volare - La grande storia di Domenico Modugno de Riccardo Milani
- 2016 : Luisa Spagnoli de Lodovico Gasparini (it)

#### Séries télévisées
- 2006 : Commissaire Montalbano (Il commissario Montalbano), épisode La Patience de l'araignée (La pazienza del ragno) d'Alberto Sironi
- 2009 : Un sacré détective (Don Matteo), un épisode
- 2010 : Le cose che restano de Gianluca Maria Tavarelli (it)
- 2011 : Atelier Fontana - Le sorelle della moda de Riccardo Milani
- 2011 : Il segreto dell'acqua de Renato De Maria
- 2013 - 2014 : Un matrimonio de Pupi Avati
- 2014 : Braccialetti Rossi de Giacomo Campiotti
- 2015 : È arrivata la felicità de Riccardo Milani et Francesco Vicario (it)
- 2015 : Grand Hotel de Luca Ribuoli (it)

## Théâtre
- 1999 : Pensaci Mario d'Angelo Campolo
- 2000 : Fandango d'Angelo Campolo
- 2001 : Nemici del cuore d'Angelo Campolo
- 2001 : Grease de Gianni Fortunato
- 2002 : Cats de Sofia Zanardi
- 2003 : Romeo e Giulietta de Nikolaj Karpov
- 2004 : Passaggi de Riccardo Caporossi
- 2006 : La locandiera de Giancarlo Cobelli
- 2007 : Lo stato d'assedio de Giampiero Cicciò (it)
- 2008 : Come lo fanno le ragazze de Daniela Giordano
- 2008 : Salomè de Giampiero Cicciò (it)
- 2010 : Lo chiamavano Giufà de Mario Gelardi
- 2010 : Hell de Francesco Giuffrè
- 2011 : Sogno d'amore ubriaco d'Angelo Campolo
- 2011 : I miei occhi cambieranno de Celeste Brancato (it)
- 2015 : Lei e lei de Giampiero Cicciò (it)

## Distinctions
- Roma Fiction Fest : prix L.A.R.A. de la meilleure actrice en 2011[1].